# Backport
Als Backport (englisches Kunstwort aus: back-zurück; to port-portieren; deutscher Begriff: Rückportierung) bezeichnet man in der Softwareentwicklung eine Portierung einer Modifikation (wie z. B. einen Patch), die in eine ältere Version der gleichen Software eingepflegt wird. Dieser Vorgang ist Teil der Pflege im Vorgehensmodell zur Softwareentwicklung.
Das Backporting wird in der Regel angewandt, um Sicherheitslücken, die in neueren Versionen einer Software entdeckt und geschlossen werden, auch in älteren Versionen zu schließen. Handelt es sich nur um kleine Modifikationen im Quellcode ist dieser Vorgang mit relativ geringem Aufwand verbunden, da neuere Versionen einer Software häufig aus der Codebasis der älteren Version abgeleitet sind. Bei umfangreicheren und vor allem komplexeren Änderungen ist der Backport nur mit sehr großem technischen und finanziellen Aufwand möglich und wird nur dann durchgeführt, wenn die ältere Version der Software noch verbreitet im Einsatz ist.
Im Bereich der Unix-basierten Betriebssysteme, vor allem bei Linux-Distributionen, dürfte der Begriff des Backports auch Endanwendern bekannt sein. In paketbasierten Distributionen werden im Allgemeinen nur sicherheitsrelevante Updates automatisch eingepflegt. Neue Programmversionen mit verändertem Funktionsumfang und sonstigen Verbesserungen werden in der Regel nicht in die Pakete eingearbeitet. Gründe für dieses Vorgehen sind vor allem die langen Veröffentlichungszyklen aktueller Versionen der Distribution, so dass neue, sicherheitsrelevante Programmupdates relativ schnell Eingang in die Distribution finden und die Systemstabilität durch größere Programmupdates nicht gefährdet werden soll. Zudem gibt es bei vielen Distributionen wie z. B. bei Debian experimentellere, als wenig stabil und ausgereiftere, sowie als stabil veröffentlichte Releaseversionen. Um trotzdem unkompliziert an neue Programmversionen zu gelangen, werden getrennte, oft inoffizielle Softwarequellen mit extra kompilierten Backports angeboten.